# Stienta
Stienta – miejscowość i gmina we Włoszech, w regionie Wenecja Euganejska, w prowincji Rovigo.
Według danych na rok 2004 gminę zamieszkiwało 3010 osób, 125,4 os./km².